# Presse à tortillas
Pour les articles homonymes, voir presse.

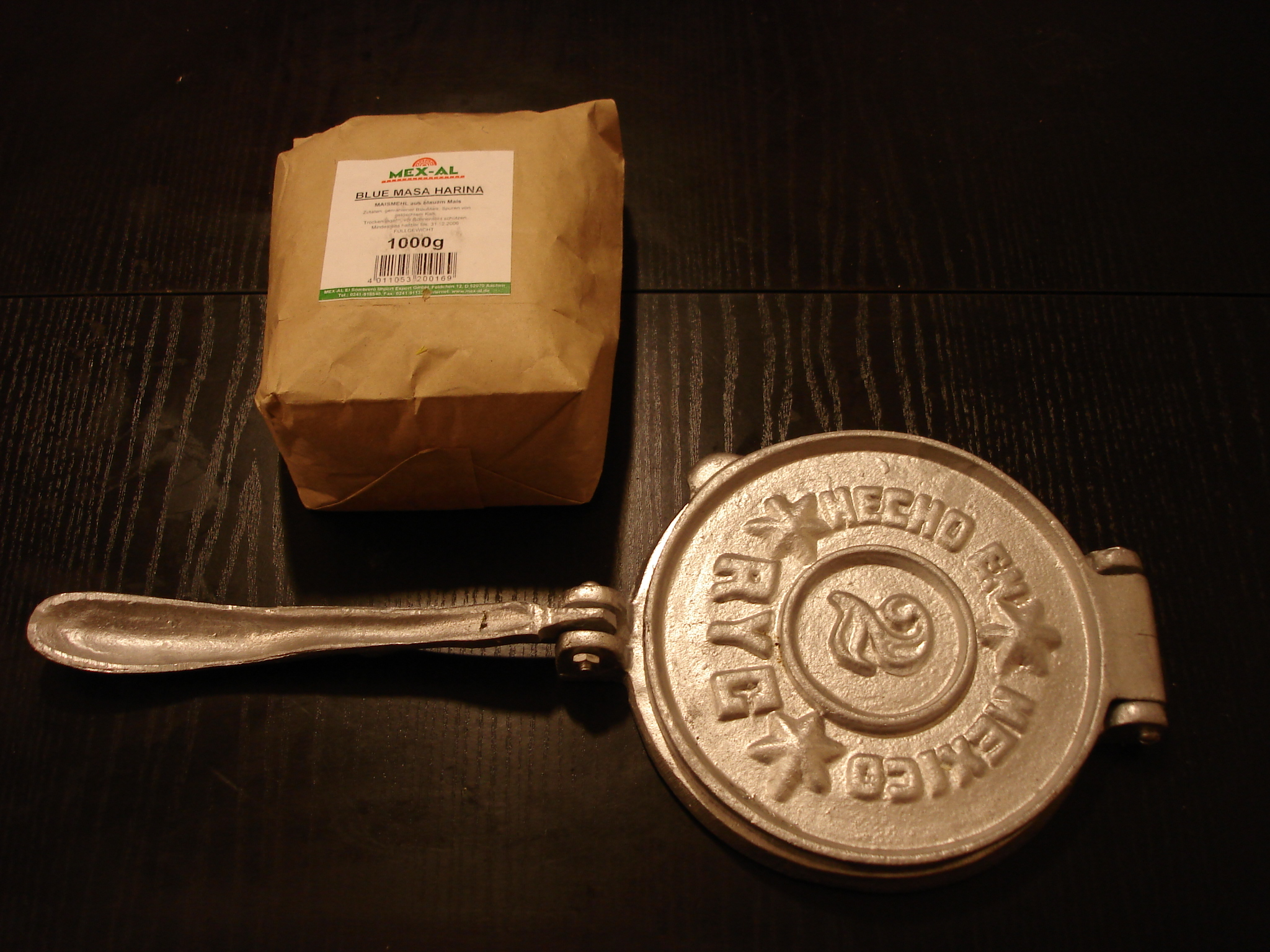
Presse à tortillas métallique traditionnelle.

Une presse à tortillas est un ustensile de cuisine principalement utilisé au Mexique et en Amérique centrale, pour aplatir mécaniquement des boules de pâte afin de réaliser facilement des tortillas uniformes. Dans ces pays hispanophones, cet ustensile s'appelle tortilladora, prensa para tortillas, máquina para tortillas ou encore maricona.
Ce genre de presse se compose de deux surfaces, généralement circulaires et métalliques, mais qui peuvent être également rectangulaires et en bois, généralement d'au moins 20 cm de largeur.
Il existe également, depuis leur invention en 1904, des presses à tortillas automatisées pour la production industrielle. Elles sont utilisées en particulier dans les tortillerías (sortes de boulangeries spécialisées dans la production de tortillas).

Mode de fonctionnement de la presse à tortillas mécanique.
Autre type de presse à tortillas (même système).